# Julius Otto Grimm
Julius Otto Grimm   (Pärnu, 6 de març de 1827 - Münster, 7 de desembre de 1903) fou un compositor i director d'orquestra germanobàltic] que va viure durant molt de temps a Westfàlia. És més recordat per ser un dels millors amics de Johannes Brahms, que va conèixer a Leipzig l'any 1853.Brahms li va dedicar les seves 4 balades, Op 10.

## Biografia
Estudià filologia i filosofia a la Universitat de Tartu (llavors Universitat de Dorpat), i va acabar els exàmens el 1848. Llavors va començar la seva carrera com a tutor a Sant Petersburg. En aquella època va començar a crear les seves primeres composicions. Realitzà altres estudis a Dresden de 1851/2.
El 1855, va entrar de professor de música i director de cor a Göttingen. Cinc anys més tard, el 1860 va acceptar el càrrec de director del Musikverein (Associació de Música) de Münster. Entre els seus alumnes tingué el saxò Isidor Seiss. Durant els seus 40 anys d'activitat a Münster va rebre molts honors i reconeixements.Va rebre un doctorat honorari el 1897.
A la seva mort entre els seus papers es van trobar "centenars de cartes de Madame Schumann, Brahms i Joachim", molts dels manuscrits de Brahms (presumiblement) que els havia donat com a regal, incloent la Sonata de piano núm. 1, Op. 1, una cançó de l'Op. 3, i la Missa Canonica de Brahms, una missa inacabada que van formar part dels Motets op. 74 (i que han estat enregistrats).
Les seves composicions inclouen una sonata per a violí en la major, tres suitesi una simfonia en re menor, el seu opus 19, publicat el 1875. Una de les suites de Grimm, el seu opus 10, en forma de cànon, té una bona valoració i s'ha descrit en detall en una entrevista (d'una interpretació de l'Orquestra Simfònica de Boston dirigida per Theodor Thomas, el març de 1869) en la revista de John Sullivan Dwight.